# پنجره بزرگ
پنجره بزرگ (به انگلیسی: The Wide Window) نام یکی از کتاب‌های مجموعه ماجراهای بچه‌های بدشانس است. این کتاب توسط دنیل هندلر با نام مستعار لمونی اسنیکت نوشته شده و برت هلکوئیست آن را تصویرگری کرده‌است.

## انتشار
نسخه فارسی در ۱۷۹ صفحه توسط انتشارات ماهی به چپ رسید.

## سری
این کتاب از سری ماجراهای بچه‌های بدشانس است.
سالن خزندگان | پنجره بزرگ | کارگاه مصیبت‌بار

## داستان
ویولت بودلر، کلاوس بودلر و سانی بودلر نزد قیم جدیدشان که عمه جوزفین نام دارد و واقعاً خواهر زن، دومین پسر خاله‌شان است می‌روند. عمه جوزفین که روزگاری بسیار شجاع بوده پس از حوادثی عجیب که به مرگ پدر و مادر بچه‌ها نیز ربط دارد، اکنون از همه چیز وحشت دارد و در مورد گرامر بسیار سخت گیر است. کنت الاف که به دنبال ثروتشان است تحت هویت جعلی جولیو شام که یک کاپیتان کشتی است به دنبالشان می‌آید و با فریب عمه با او دوست می‌شود و بعد سعی می‌کند با تهدید وی، او را وادار سازد تا وصیت نامه‌ای بنویسد تا قیمومیت بچه‌ها را واگذار کند ولی عمه با روشی رمزی به بچه‌ها می‌فهماند که باید به غار کدلد بروند و او را نجات دهند سپس بچه‌ها با تحمل مشکلات زیاد عمه را نجات می‌دهند اما گرفتار زالو‌های دریاچه لاکریموس می‌شوند که این بار کاپیتان شام او را نجات می‌دهد که با فداکاری سانی هویتش لو می‌رود و فرار می‌کند.